# Aleksej Selivërstov
Aleksej Nikolaevič Selivërstov (in russo Алексей Николаевич Селивёрстов?; traslitterazione anglosassone Alexei Nikolayevich Seliverstov; Ufa, 24 luglio 1976) è un bobbista russo.

## Biografia
Ai XX Giochi olimpici invernali (edizione disputatasi nel 2006 a Torino, Italia) vinse la medaglia d'argento nel bob a 4 con i connazionali Filipp Egorov, Aleksandr Zubkov e Aleksej Voevoda partecipando per la nazionale russa, venendo superati da quella tedesca. 
Il tempo totalizzato fu di 3:40.55, mentre il tempo dei tedeschi fu di 3:40.42.
Inoltre ai campionati mondiali vinse alcune medaglie:
- nel 2003, bronzo nel bob a quattro[3]
- nel 2005, argento nel bob a quattro.